# Matilde Osorio Ricaurte
Matilde Osorio Ricaurte (Bogotá, 10 de abril de 1831 - Bogotá, 20 de marzo de 1884) fue una socialité colombiana, quien se convirtió Primera dama de Colombia luego del acenso a la presidencia por parte de su esposo de José Manuel Marroquín.

## Primera dama de Colombia (1900-1904)
Su marido había sido elegido vicepresidente, aunque ejerció como presidente interino del 7 de agosto al 3 de noviembre de 1898 debido al delicado estado de salud del presidente Manuel Antonio Sanclemente. El 31 de julio de 1900 su marido daría un golpe de Estado contra el presidente, con gran apoyo del partido Conservador, finalizando éste con una alianza entre el partido Liberal y el partido Conservador así como la deposición de Manuel Antonio Sanclemente, asumiendo a Marroquín como nuevo presidente, convirtiéndose Matilde en la nueva Primera dama.